# Adam Pine
Adam Pine (n. 28 februarie 1976, Lismore⁠(d), Noul Wales de Sud, Australia) este un înotător ce a reprezentat Australia, medaliat olimpic. A participat la 3 ediții ale Jocurilor Olimpice (2000, 2004, 2008) în care a câștigat două medalii de aur și 3 medalii de argint.